# Ясин, Ахмед

Ясин под арестом в 1990 году

Шейх Ахмед Исмаил Яси́н (араб. الشيخ أحمد اسماعيل ياسين‎, 1937?—2004) — один из основателей и духовный лидер исламистского движения «ХАМАС» (Исламское движение сопротивления), признанного террористической организацией Евросоюзом, Израилем, Канадой, США и Японией, а также запрещённого в Иордании и Египте.

## Биография
Точная дата рождения шейха неизвестна. Согласно его паспорту подмандатной Палестины, Ясин родился 1 января 1929 года, однако сам заявлял, что дата рождения — 1938 год. Родился Ясин в деревне Джура под Ашкелоном. После арабо-израильской войны (1947—1949) семья Ясина была вынуждена покинуть разрушенное войной селение и перебраться в Газу. В юности Ясин получил травму, занимаясь гимнастикой, и стал инвалидом, потеряв возможность ходить. В 1955 году стал членом организации «Братья-мусульмане». После окончания школы около года занимался в исламском университете Айн-Шамс в Каире, изучая исламское богословие и английскую литературу. Впоследствии — вплоть до 1984 года — преподавал в каирской школе. В 1960 году женился — от брака с Халимой у него родилось 11 детей.
В 1973 году Ясин создал в Газе «Исламский центр по координированию социальных программ». В начале 1980-х он создал организацию «Слава моджахедов», примерно тогда же начал готовить вооружённые акции. В 1984 году Ясин был арестован израильскими властями и приговорён к 13-летнему заключению за антигосударственную деятельность и хранение арсенала оружия, однако год спустя был вместе с ещё 1150 заключенными освобожден в результате так называемой «Сделки Джибриля».
В 1987 году, во время палестинской интифады, Ясин совместно с другими «Братьями-мусульманами» организовал движение «ХАМАС» и стал его главным идеологом. В числе прочего руководство организации призывало считать всех израильтян оккупантами и уничтожить Израиль.
В 1989 году потерявший наполовину зрение Ясин снова был арестован. В 1991 году его осудили к пожизненному заключению за участие в убийстве палестинцев, «сотрудничавших с правительством Израиля», и за покушение на израильских солдат.
В 1997 году израильтяне предприняли на территории Иордании секретную операцию по ликвидации Халеда Машаля. Операция не удалась, а израильские агенты были арестованы. Для улаживания скандала израильтяне были вынуждены освободить Ясина. В июле шейх был депортирован в Иорданию, а оттуда выехал на территорию Палестинской автономии.
В октябре 2000 года в интервью московской газете «Время новостей» шейх Ясин призвал «мусульман, воюющих в Чечне» «сражаться против России» (см. Вторая чеченская война). «У нас свой оккупант, у них — свой», — отмечал он.
Летом 2003 года Израиль попытался убить руководителей «ХАМАС» во главе с Ясином. Однако в результате операции шейх остался жив.

## Смерть
22 марта в 4:30 по местному времени агентурные источники сообщили о прибытии шейха на утреннюю молитву в мечеть Газы. В 5:30, когда шейх покидал мечеть вместе с телохранителями и несколькими сторонниками, по его автомобилю, с вертолётов «AH-64 Apache» ВВС Израиля, был произведён обстрел, в результате которого по машине было выпущено три ракеты. В результате атаки, помимо самого Ясина, погибли семь охранников, среди которых оказался один из его сыновей. Ещё один сын и 14 других человек получили ранения. Операцию по уничтожению шейха Ясина контролировал лично премьер-министр Израиля Ариэль Шарон, который поздравил силовые структуры Израиля с успехом.
МИД России выразил сожаление, что Совет безопасности ООН не осудил убийство шейха Ясина, так как США наложили вето на проект резолюции, внесённый Алжиром и Ливией. Россия со своей стороны поддержала проект этого документа.